# Marit Bouwmeester
Marit Bouwmeester (Boarnsterhim, 17 giugno 1988) è una velista olandese.
Ha vinto due medaglie d'oro, una d'argento ed una di bronzo ai Giochi olimpici.